# Filighera
Filighera (Flighéra in dialetto pavese) è un comune italiano di 811 abitanti della provincia di Pavia in Lombardia. Si trova nel Pavese centro-orientale, nella pianura alla destra dell'Olona.

## Storia
Sede di un'antica pieve della diocesi di Pavia, era noto nel XII secolo come Felegaria. Apparteneva alla Campagna Sottana pavese, e nel XV secolo entrò a far parte della squadra (podesteria) del vicariato di Belgioioso, infeudato nel 1475 a un ramo cadetto degli Estensi, confluito per matrimonio nel 1757 nei principi Barbiano di Belgioioso. Nel XVIII secolo gli venne aggregato il comune di Beatico e nel 1871 il soppresso comune di Montesano.
Beatico era noto nel XII secolo come Abiaticum; come Filighera appartenne alla squadra del Vicariato di Belgioioso; nel XVIII secolo fu aggregato a Filighera.

### Simboli
Lo stemma e il gonfalone sono stati concessi con decreto del presidente della Repubblica del 17 dicembre 1962.
Il gonfalone è un drappo di azzurro.

## Società

### Evoluzione demografica
Abitanti censiti

## AMMINISTRAZIONE:Elenco degli Amministratori del Comune di Filighera
Elenco storico dei legali rappresentanti del Comune:
1872 - 1876 Antonio CARENA Sindaco 
1876 - 1881 Angelo AGUZZI Sindaco 
1881 - 1885 Antonio CARENA Sindaco 
1885 - 1904 Giovanni SACCHI Sindaco 
1904 - 1907 Angelo AGUZZI Sindaco 
1907 - 1920 Carlo ALBERTARIO Sindaco 
1920 - 1922 Battista BRASCA Sindaco 
1922 - 1923 Pietro SOAVE Commissario Prefettizio 
1923 - 1926 Arturo ARATA Sindaco 
1926 - 1928 Arturo ARATA Podestà 
1928 - 1932 Erminio SACCHI Podestà 
1932 - 1933 Luigi ANDREONE Commissario Prefettizio 
1933 - 1936 Luigi ANDREONE Podestà 
1936 - 1937 Mario MANZI Commissario Prefettizio 
1937 - 1943 Erminio SACCHI Podestà 
1943 - 1944 Mario MANZI Commissario Prefettizio 
1944 Luigi ANDREONE Commissario Prefettizio 
1944 - 1945 Lodovico MINORINI Commissario Prefettizio 
1945 Lodovico MINORINI Podestà 
1945 Battista MAINI Sindaco 
1945 - 1948 Battista BRASCA Sindaco 
1948 - 1951 Pietro BERETTA Sindaco 
1951 - 1964 Bruno BOLZONI Sindaco 
1964 - 1993 Carolina GRUGNI Sindaco 
1993 - 2004 Giancarlo RANZINI Sindaco 
2004 - 2009 Armando CRISTIANI Sindaco
2009 - 2014 Stefania PERNICE Sindaco
2014 - in carica Alessandro PETTINARI Sindaco